# 三氧化二铑
三氧化二铑，或称氧化铑(III)，是一种无机化合物，化学式为Rh2O3。

## 结构
Rh2O3有两种主要的晶型，一种为六方晶系的刚玉型。它加热至750 °C以上转变为正交结构。

## 制备
多种方法可以制备三氧化二铑：
- 金属铑粉和硫酸氢钾在空气中共熔。将共熔体溶于水，加入氢氧化钠，沉淀出三氧化二铑的水合物，加热转变为Rh2O3。[2]以三氯化铑为原料，用氢氧化钠进行沉淀，可以得到三氧化二铑的水合物，100°C处理这种水合物，得到的是黄色固体；而300°C处理水合物，得到棕灰色的无水物。[3]
- Rh2O3薄膜可通过等离子态氧处理铑箔得到。[4]
- Rh2O3纳米颗粒可以通过水热法制得。[5]

## 物理性质
三氧化二铑薄膜有快速的电致变色性质，在KOH溶液中，通过施加〜1 V的电压，可以产生黄色 ↔ 暗绿色或黄色 ↔ 棕紫色的可逆颜色变化。其变色效应可以归因于三氧化二铑水合物的电氧化（还原）作用。
和透明电极氧化铟锡（ITO）相似，三氧化二铑可以形成透明的导体。但是Rh2O3的功函数比ITO低0.2eV。因此，在ITO上的沉积氧化铑可以改善来自ITO的载流子注入，从而改善了有机发光二极管的电学性能。

## 应用
氧化铑的主要用途是催化剂，如氢甲酰化反应、一氧化氮转化为一氧化二氮的反应或CO的氢化反应。